# Vetlugai járás

A Vetlugai járás a Nyizsnyij Novgorod-i területen

A Vetlugai járás (oroszul Ветлужский район) Oroszország egyik járása a Nyizsnyij Novgorod-i területen. Székhelye Vetluga.

## Népesség
- 1989-ben 22 559 lakosa volt.
- 2002-ben 18 902 lakosa volt, melynek 98%-a orosz.
- 2010-ben 16 330 lakosa volt, melynek 98%-a orosz.